# André Louis Pierre Rigal
Pour les articles homonymes, voir André Rigal (dessinateur) et Rigal.
André Louis Pierre Rigal est un peintre et sculpteur français né le 3 juin 1888 à Marvejols (Lozère) et mort le 26 décembre 1953 dans le 14e arrondissement de Paris.

## Biographie
Louis Pierre Rigal naît le 3 juin 1888 à Marvejols en Lozère de Jean-Baptiste Rigal, menuisier, et Marie-Phanie Savarie, ménagère. 
Il entre en novembre 1908 dans l'atelier de Gabriel Ferrier à l'École des beaux-arts de Paris. Le 8 février 1917, il épouse Marcelle Augusta Vallée à la mairie du 14e arrondissement de Paris. Il obtient le prix de Rome de peinture en 1919 et devient pensionnaire de la villa Médicis à Rome. Il est lauréat du prix Abd-el-Tif en 1924 et travaille en Algérie dans les années 1925-1930, puis  entre 1945 et 1950. Il inventorie notamment les gravures rupestres du Tassili au Sahara.
Rigal expose en 1923 à la galerie Allard à Alger et en 1926 à l'exposition Abd-el-Tif avec Jean Bouchaud, Louis Berthomme Saint-André, Eugène Corneau et Abel Pineau.
Il meurt le 26 décembre 1953 dans le 14e arrondissement de Paris, à l'âge de 65 ans. Il est exposé à titre posthume à la galerie Mignon-Massart de Nantes en 1959.

## Collections publiques
- Musée national des beaux-arts du Québec[3].